# Srednja klasa

Srednja klasa pojam je, koji se koristi u najširem smislu za pojedince i društvene skupine koje se nalaze u sredini hijerarhijske ljestvice određenog društva, odnosno između više ili vladajuće, odnosno niže ili potlačene klase. Kriteriji po kojima se određuje članstvo, pa i samo postojanje srednje klase, razlikuju se kao i kriteriji po kojima se određuju društvene klase, odnosno prema: različitim povijesnim razdobljima, geografskim prilikama, ekonomskim prilikama, životnom standardu, ali i ideologiji na kojoj se temelji društveno raslojavanje.
Srednja klasa odnosi se na klasu ljudi u sredini društvene hijerarhije, često definiranu prema: zanimanju, prihodima, obrazovanju ili društvenom statusu. Pojam se povijesno povezivao s modernošću, kapitalizmom i političkom raspravom. Uobičajene definicije srednje klase kreću se od srednje petine pojedinaca na nacionalnoj ljestvici dohotka, do svih osim najsiromašnijih i najbogatijih 20%. Teorije poput "paradoksa interesa" koriste decilne skupine i podatke o raspodjeli bogatstva kako bi odredile veličinu i udio bogatstva srednje klase.
Najčešća i najjednostavnija definicija srednje klase odnosila se na društvene skupine i slojeve koji nemaju moć i utjecaj u društvu, ali uživaju ekonomsku neovisnost, a time i bolji životni standard od najnižih slojeva. Kroz povijest su u srednji sloj najčešće pripadali: niži činovnici, vojnici, sitni trgovci, obrtnici, poduzetnici, imućniji seljaci ili sitni posjednici.
Marksistička teorija često je nazivala srednju klasu, kao svojevrsnu tampon zonu između vladajuće i potlačene klase, koja je imala za svrhu apsorbirati klasne sukobe i olakšati vladavinu klasa kao što su: robovlasnička aristokracija, feudalno plemstvo i kapitalistička buržoazija.
U današnjem svijetu, pojam srednje klase često se odnosi na društveni sloj čiji pripadnici sebi i svojoj obitelji bez većih problema mogu priuštiti „pristojan“ standard vezan uz suvremena civilizacijska dostignuća, odnosno ne troše sva svoja primanja isključivo na zadovoljenje najelementarnije egzistencijalne potrebe.
Pojam srednje klase često se povezuje s političkim i kulturnim konotacijama. U političkom smislu, srednji sloj često se smatra najstabilnijim društvenim slojem, koji je najviše zainteresiran za očuvanje statusa quo. Uz taj sloj vrlo se često koristi pejorativni izraz „malograđanin”.
Vrlo često se udio srednje klase u stanovništvu smatra pokazateljem društvene kohezije, odnosno "uspjeha" društva ili vlasti. Prema tom kriteriju, što je manji udio srednje klase, to je veći jaz između bogatih i siromašnih, a time i veće siromaštvo, a time i politička nestabilnost u društvu. Pridobiti srednju klasu na svoju stranu ili zastupati njezine interese stoga je cilj izbornih kampanja modernih političkih stranaka u višestranačkim demokracijama.
Srednju klasu prema ekonomskim kriterijima ponekad možemo podijeliti na nižu i višu srednju klasu.